# Бяло саламурено сирене
Бяло саламурено сирене или просто сирене е млечен продукт, разпространен на Балканския полуостров, бившите съветски републики, Турция, Гърция, Арабския свят, а също и в Мексико. Приготвя се от краве, овче, козе или биволско мляко, което се заквасва и впоследствие съхранява в саламура. Бялото саламурено сирене е леко ронливо, с масленост около 40 – 50% в сухото вещество.
Характерното за България бяло саламурено сирене е ферментирал млечен продукт, който се произвежда от пълномаслено краве, овче, козе, биволско или смесено мляко, с добавка на закваска от бактерии Lactococcus lactis subsp. lactis и Lactobacillus casei, както и на симбиотична закваска от бактерии Lactobacillus delbrueckii subsp. bulgaricus и Streptococcus thermophilus. Закваската трябва да е селекционирана и произведена в България от щамове, изолирани в страната. Тези особености на българското бяло саламурено сирене дават основание на ЕК да го включи като защитено наименование за произход от България. Наименованието се добавя към списъка от 1648 вече защитени селскостопански продукта.
Когато сухото вещество в бялото саламурено сирене е повече, се получават различни варианти, наподобяващи българското бяло саламурено сирене, като някои от тях са получили широко разпространение. Например гръцкото сухо сирене „фета“ в българския език се използва като наименование на вид сухи бели сирена, наричани „тип фета“.
Румънското название за бялото саламурено сирене „брънза“ в България се използва с две значения, едното от които е за меко и шуплесто сирене (шуплите и грапавините в бялото саламурено сирене, показват неспазена технология на подсирване), а другото е за меко сирене, получено чрез смесване на много сухо сирене с извара или цвик (течността, останала от млякото след избиване на масло или прецеждане на извара).
Причината за употребата на брънза в българския език не е пейоративна, а описателна, тъй като повечето румънски сирена са с такива характеристики. Доказателство за липсващ негативен елемент е използването на названието „брънза“ в няколко рецепти за млечни продукти, като „Родопска брънза“, „Закуска с брънза“, както и имена на менюта с аламинути и разядки с брънза.

## Уточнения
- Не са бели сирена млечни продукти, получени с прекъсване на подсирването и смесването на получената съставка с втвърдители и пълнители от растително естество и/или растителни и животински мазнини. В годините след 1995 г. тези продукти се етикетират като имитиращи продукти или заместители, но се наблюдават и подвеждащите наименования деликатесен продукт, млечен продукт с добавки, млечен продукт с допълнения и др.
- Въпреки името си, не е бяло саламурено сирене и соевото сирене, както и други продукти, наподобяващи бяло сирене, но не съдържащи изобщо млечен продукт. Тези продукти са предпочитани от хора със специфични хранителни навици (вегани, вегетарианци) или хора, спазващи диетичен хранителен режим по здравословни причини, свързан с ограничения на консумации на мляко и млечни белтъчини.